# 李時 (正統進士)
李時（1406年—？），字習之，直隸真定府真定縣人，民籍。明朝政治人物。進士出身。

## 生平
正統三年（1438年）戊午科順天府鄉試第二十一名，正統四年（1439年）己未科會試第八十六名，殿試登進士第三甲第三十七名。

## 家族
曾祖父李珏。祖父李思誠，曾任廬州府知府。父亲李綱。